# Daniele Finzi Pasca
Daniele Finzi Pasca (Lugano, 10 de enero de 1964) es un dramaturgo, director de escena, payaso, coreógrafo y empresario cultural suizo. Es cofundador del Teatro Sunil en Suiza, del Teatro Blu en Italia y desde 2011 de la Compagnia Finzi Pasca, además de cocreador de la técnica «teatro della carezza» (en español, teatro de la caricia).

## Trayectoria
Finzi Pasca nació en Lugano en 1964. Su familia paterna estaba dedicada a la fotografía y contaban con un laboratorio fotográfico herencia de su bisabuelo. Llegó al circo inspirado por la gimnasia artística que practicó desde los 6 años con Fabrizio Arigoni. Su debut artístico fue como payaso acrobático en el Circus Nock, bajo la dirección del payaso español Fery Santos, conocido artísticamente como Fery.
Con 18 años trabajó como voluntario con enfermos terminales con la Madre Teresa de Calcuta en India. A su regreso, en 1983, fundó en Lugano el Teatro Sunil junto a su hermano, Marco Finzi Pasca y la coreógrafa y compositora suiza, María Bonzanigo, especializado en el estudio del arte del clown. De esta unión artística, nació la técnica «teatro de la caricia», caracterizada por el «gesto invisible y el estado de ligereza del actor», combinando teatro, danza, circo y música.
Durante el tiempo que estuvo en prisión a causa de su objeción de conciencia al servicio militar, completó la Trilogía Fuga. En 1991, estrenó la primera parte Icaro, un monólogo para un solo espectador, que se ha representado en numerosos festivales, ha sido vista por más de 100.000 espectadores en diferentes ciudades del mundo en italiano, francés, alemán, portugués, español e inglés.
En 1989, Finzi Pasca creó junto a la actriz italiana Silvia Priori, el Teatro Blu, en Brescia. Una compañía que comenzó como un grupo de trabajo que en 1993 se convirtió en una Asociación Cultural para impulsar el intercambio artístico entre Italia y Suiza. Entre 2002 y 2007 completó la Trilogía del Cielo, conformada por Nomade, Rain y Nebbia., con coproducción del Cirque Éloize de Montreal.
Escribió y dirigió en 2005, Corteo, uno de los espectáculos del Cirque du Soleil. También fue el encargado de la Ceremonia de clausura de los Juegos Olímpicos de Turin 2006. En 2009, junto a su esposa, la artista canadiense y cofundadora del Cirque Éloize, Julie Hamelin Finzi (1972–2016) creó la compañía Inlevitas, con la que produjo el espectáculo Donka, una carta a Chéjov, por encargo del Festival Internacional de Teatro Chéjov de Moscú, para la celebración del 150 aniversario del nacimiento de Anton Chéjov.
Más tarde, en 2011, junto a Hamelin Finzi, a Bonzanigo, al italiano Antonio Vergamini y al uruguayo Hugo Gargiulo, fundó la Compagnia Finzi Pasca, con sede en Lugano. La Verità, Bianco su Bianco, Luzia para el Cirque du Soleil, la Ceremonia de clausura de los Juegos Olímpicos de Sochi 2014, la Ceremonia de apertura de los Juegos Paralímpicos de Sochi 2014, o la Fête des Vignerons en 2019, son algunos de los espectáculos de su compañía. También ha dirigido óperas para el Teatro Mariinski de San Petersburgo o el Teatro de San Carlos de Nápoles.
Finzi Pasca, además de su trayectoria como actor, dramaturgo y director en más de 30 creaciones, ha escrito cuentos, una novela y ha recibido diversos premios teatrales y reconocimientos del sector del espectáculo. También ha participado en proyectos sociales, como el que realizó en Etiopía para integrar a huérfanos en la sociedad a través del teatro.

## Obra

### Espectáculos
- 1983 - Rituale.[28]
- 1991 - Ícaro.
- 1995  - Giacobbe.
- 1995 - 1337.
- 1996 - Patria.
- 1998 - Aitestás.
- 2002 - Nomade.
- 2003 - Rain.
- 2005 - Corteo. Cirque du Soleil.
- 2006 - Ceremonia de clausura de los Juegos Olímpicos de Turin.[21][22]
- 2007 - Nebbia.
- 2010 - Donka – Una carta a Chéjov.
- 2012 - Maldita Canalla la Soledad.
- 2011 - Pagliacci. Teatro de San Carlos.
- 2011 - Aida. Teatro Mariinski.
- 2013 - La Verità.[11][29]
- 2014 - Bianco su Bianco.[30][31]
- 2014 - Ceremonia de clausura de los Juegos Olímpicos de Sochi.[32][33]
- 2014 - Ceremonia de apertura de los Juegos Paralímpicos de Sochi.[34]
- 2016 - Luzia. Cirque du Soleil.[35][36][37]
- 2016 - Per te.
- 2019 - Fête des Vignerons.[38][39]
- 2019 - Einstein on the beach.
- 2020 - Great Concert Organ. Zaryadye Concert Hall de Moscú.[40]

### Narrativa
- 1987 - Viaggio al confine. Casagrande. ISBN  9788877130549.[41]
- 1991 - Come acqua allo specchio. Casagrande. ISBN 9788877131751.[42]
- 2014 - Nuda. Abendstern edizioni. ISBN 9788890770920.[43][44]
- 2016 - Bianco su Bianco. Compagnia Finzi Pasca. ISBN 9788894100518.[45][46]

## Premios y reconocimientos
En 1994, Finzi Pasca fue galardonado con el Premio Florencio a la mejor actuación extranjera por Ícaro, que otorga la Asociación de críticos teatrales del Uruguay. En 1999, obtuvo el Premio Seki Sano, al mejor espectáculo extranjero por Aitestás, en la Ciudad de México.
En 2006, recibió el Drama Desk Awards 2005-2006, al mejor director de un musical, por Rain. Nueva York, galardón que otorga el gremio de los críticos de Broadway. Este mismo año, en su país ganó el Swiss Award y en 2008 el Swiss Small Art Prize.
Recibió la mayor distinción teatral de su país en 2012, el Hans Reinhart-Ring por su trabajo como dramaturgo, que otorga la Swiss Society of Theatre con el apoyo de la Federal Office of Culture. En 2015, Finzi Pasca fue declarado Visitante Ilustre de Montevideo, por su trayectoria artística y su obra. En Rusia, por La Verità, le fue entregado el Circus Performance Award 2016., en la categoría de mejor director.
En 2020, su espctáculo Great Concert Organ que se presentó en el Zaryadye Concert Hall de Moscú, que consistía en tocar ininterrumpidamente durante 24 horas el órgano más grande del mundo, fue reconocido por el libro de los récords de Rusia y Europa, por batir el récord de tiempo durante el cual un órgano ha sido tocado. Año en el que también recibió en Nueva York, el Swiss Society Fellowship Prize, que se entrega a ciudadanos u organizaciones suizas que hayan destacado por su «excelencia educativa, conciencia social y profunda humanidad».

## Galería

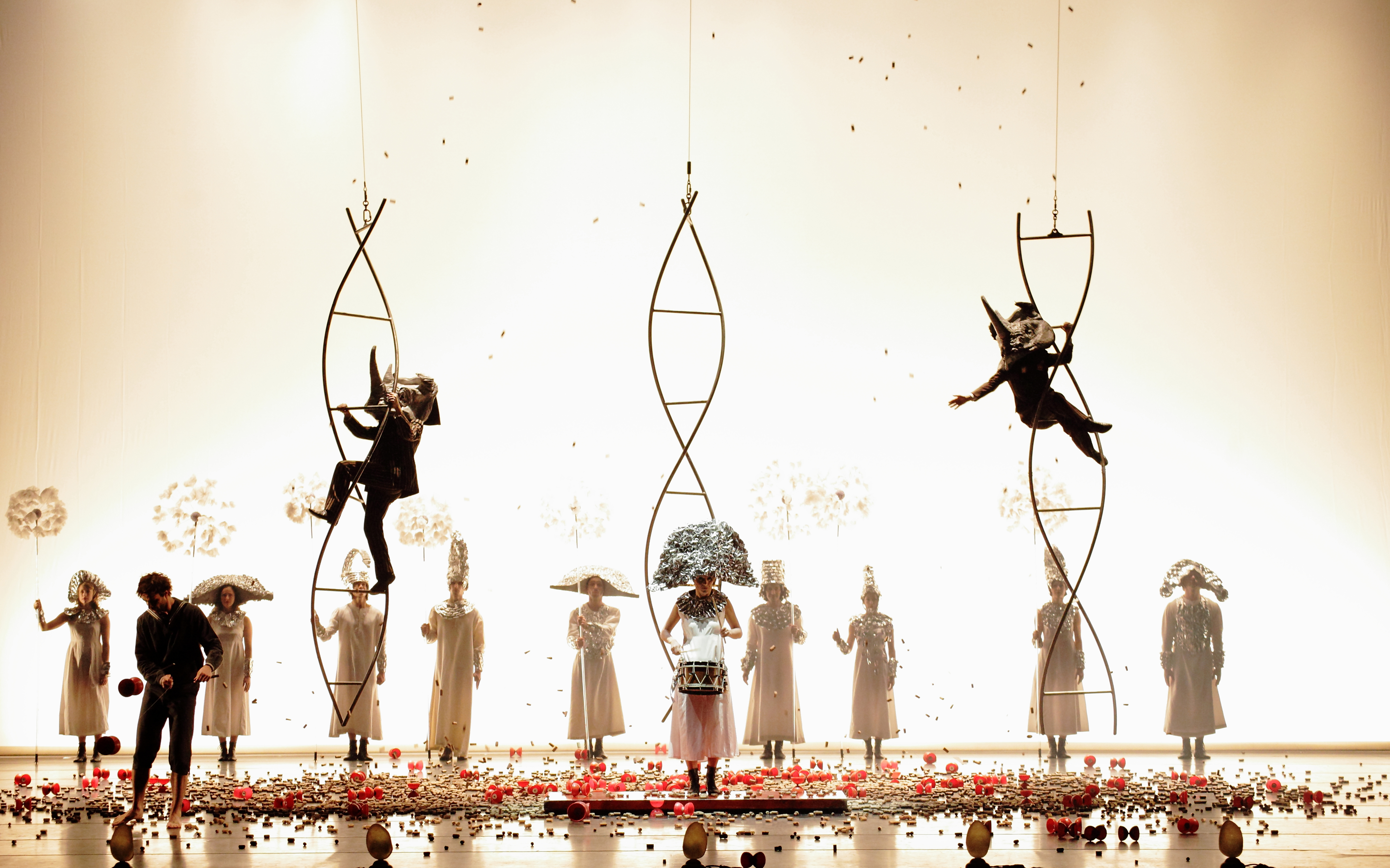
La Verità
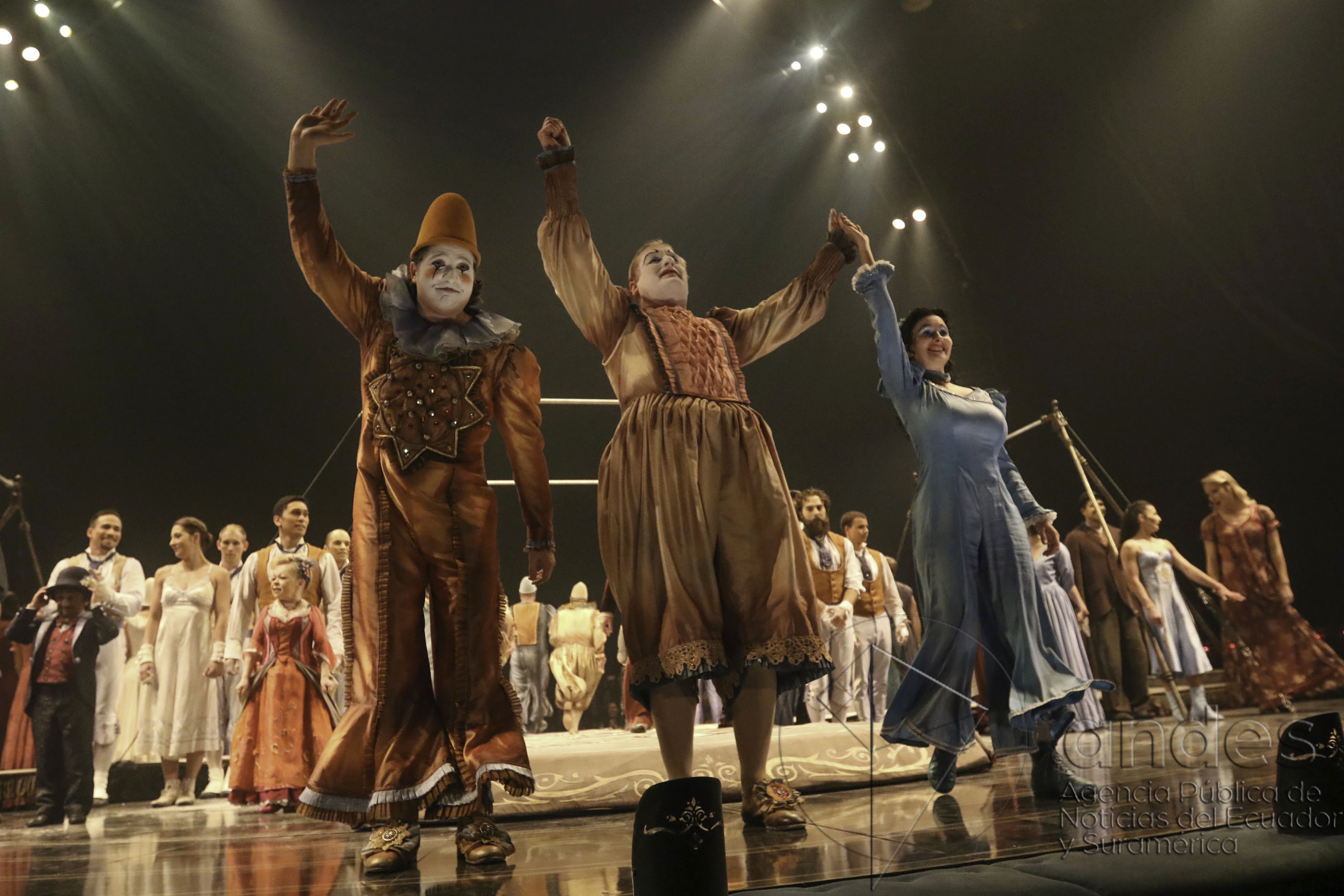
Corteo
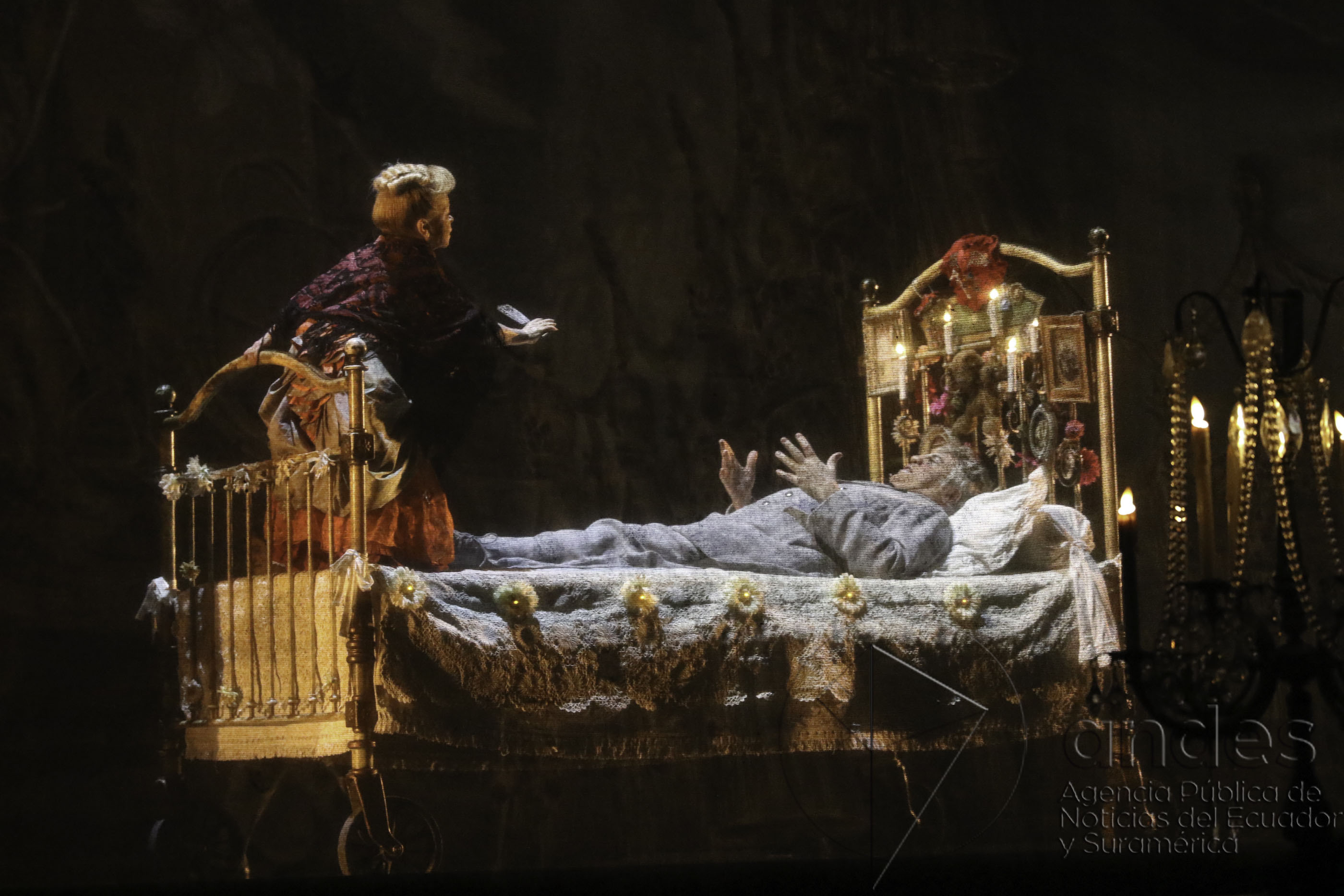
Corteo
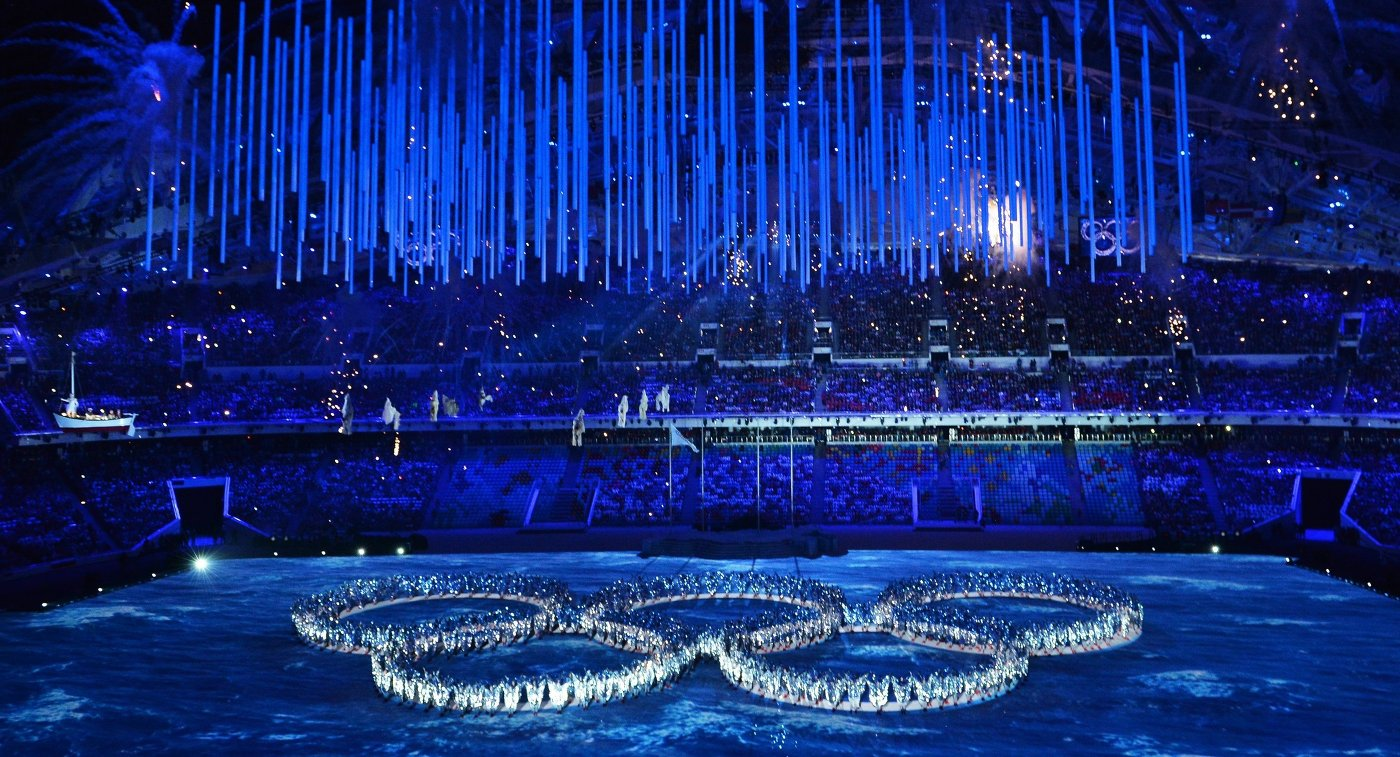
Ceremonia de clausura de los Juegos Olímpicos de Sochi 2014
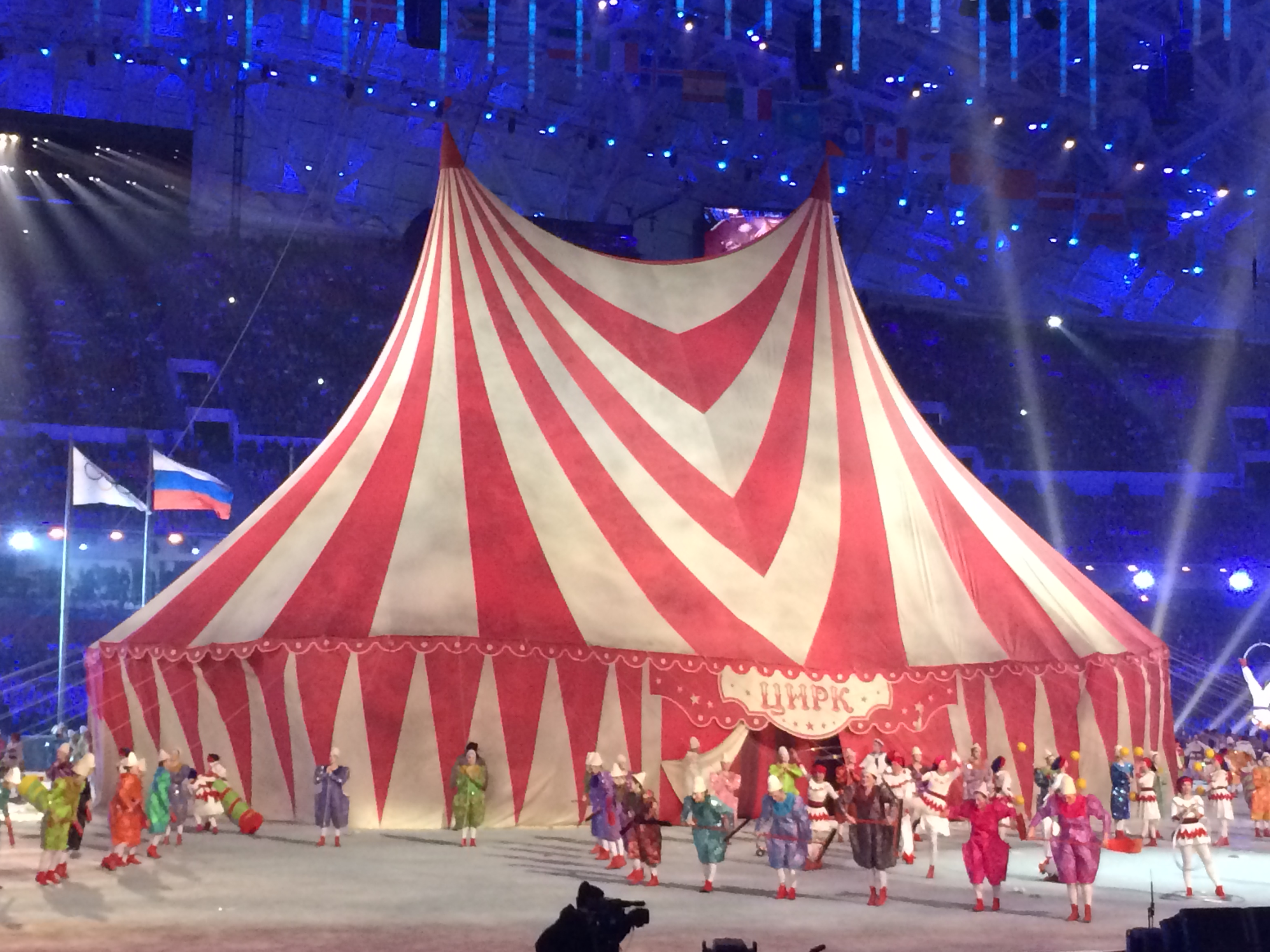
Ceremonia de clausura de los Juegos Olímpicos de Sochi 2014
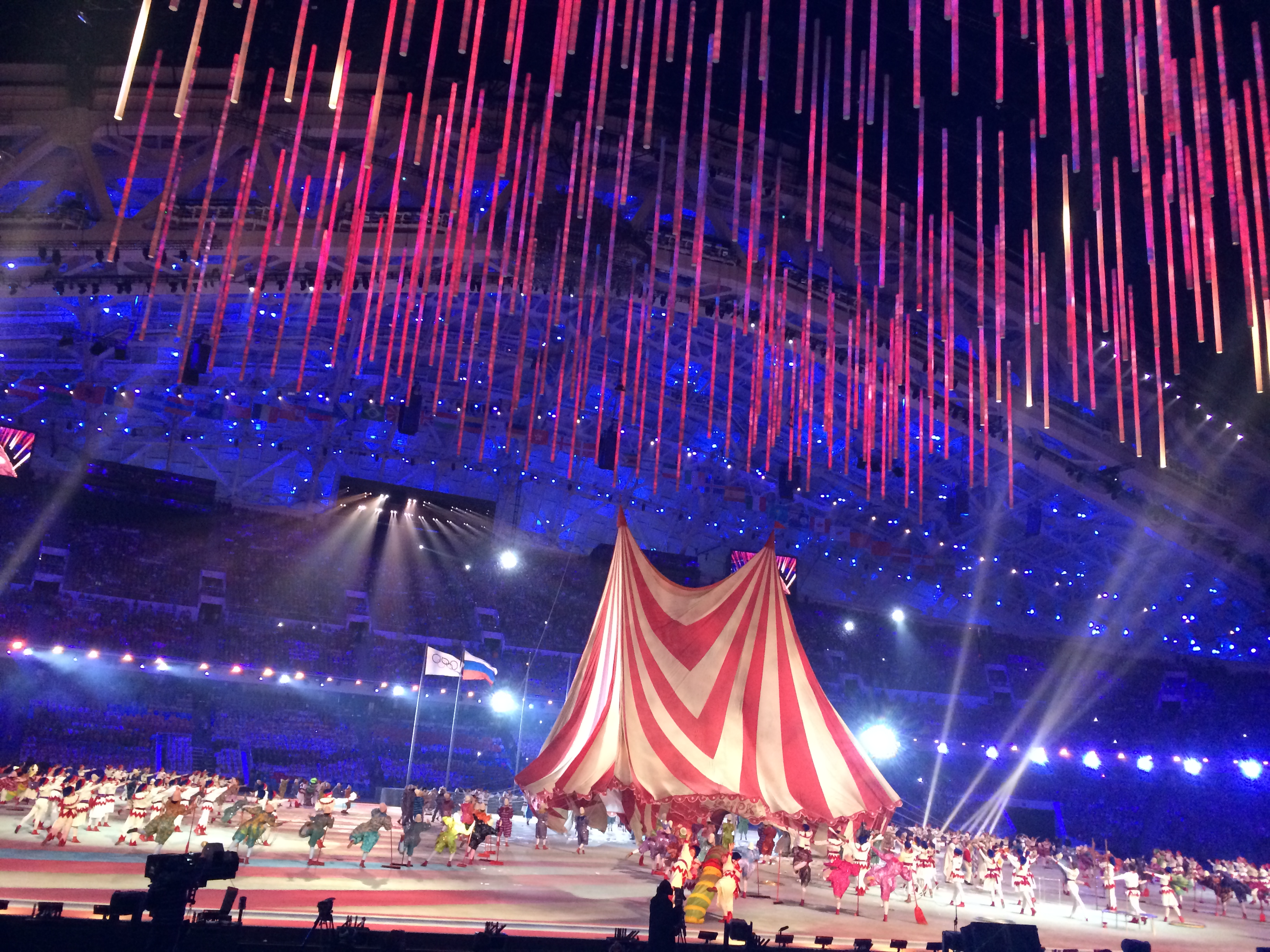
Ceremonia de clausura de los Juegos Olímpicos de Sochi 2014
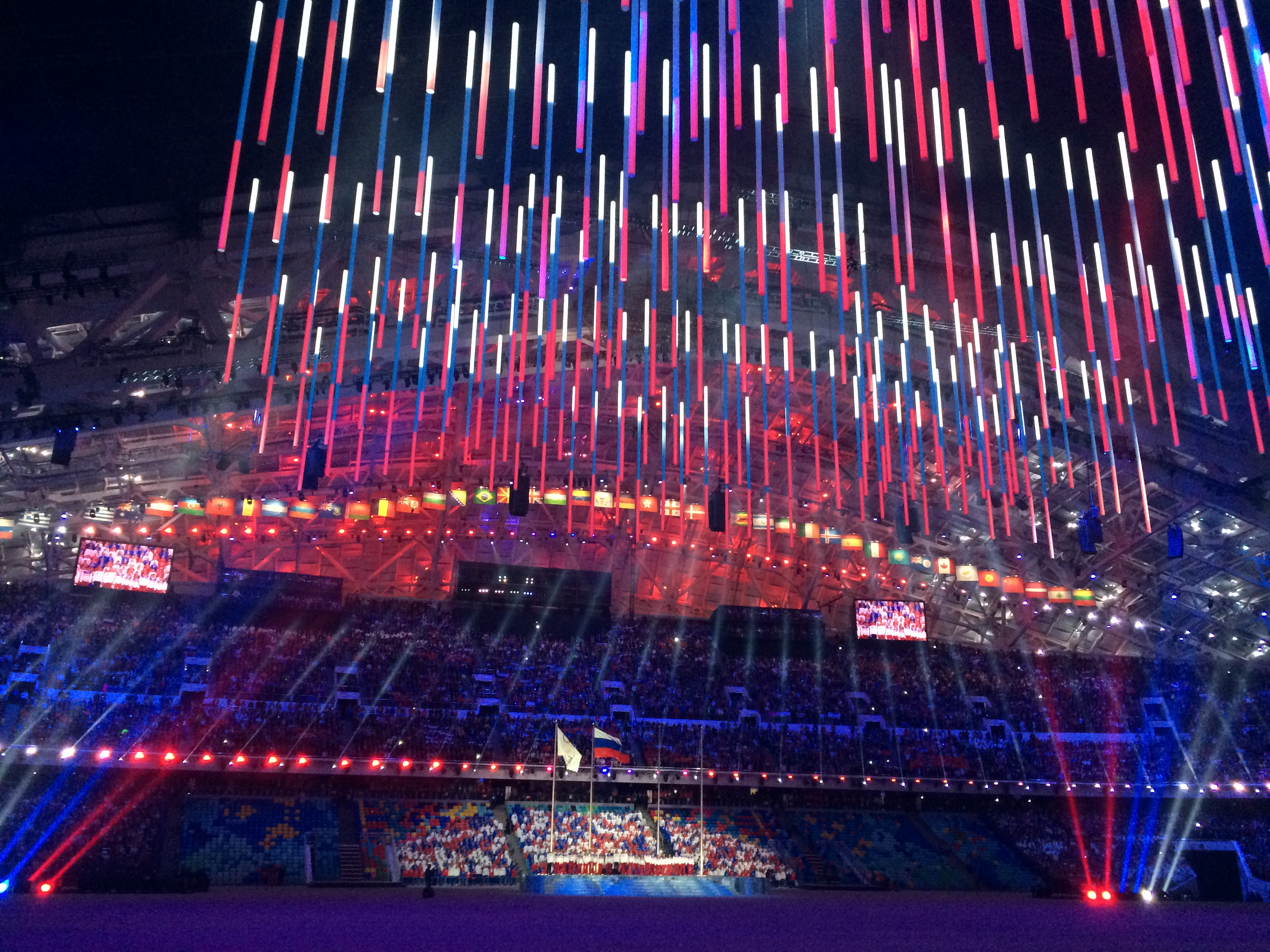
Ceremonia de clausura de los Juegos Olímpicos de Sochi 2014
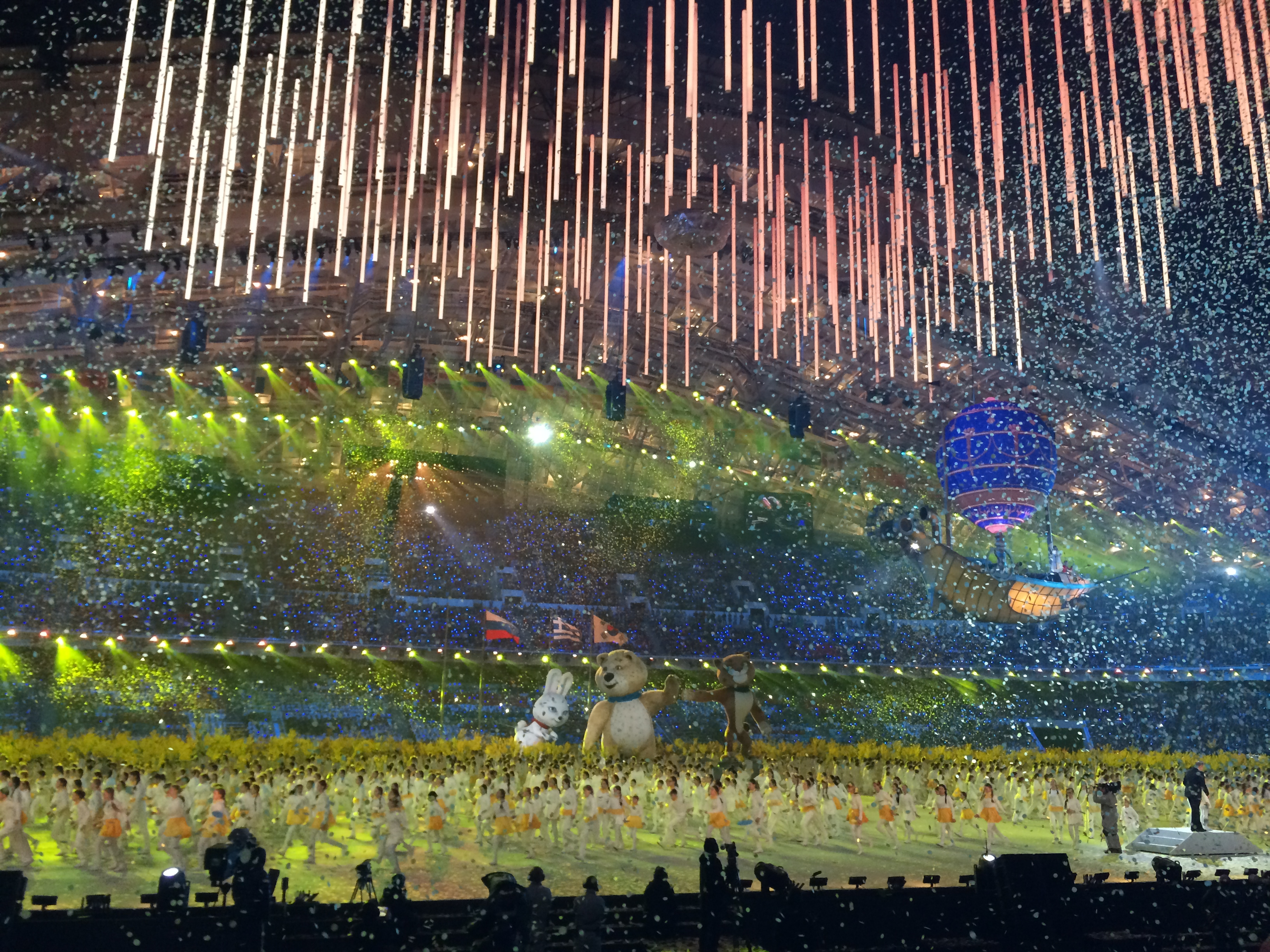
Ceremonia de clausura de los Juegos Olímpicos de Sochi 2014
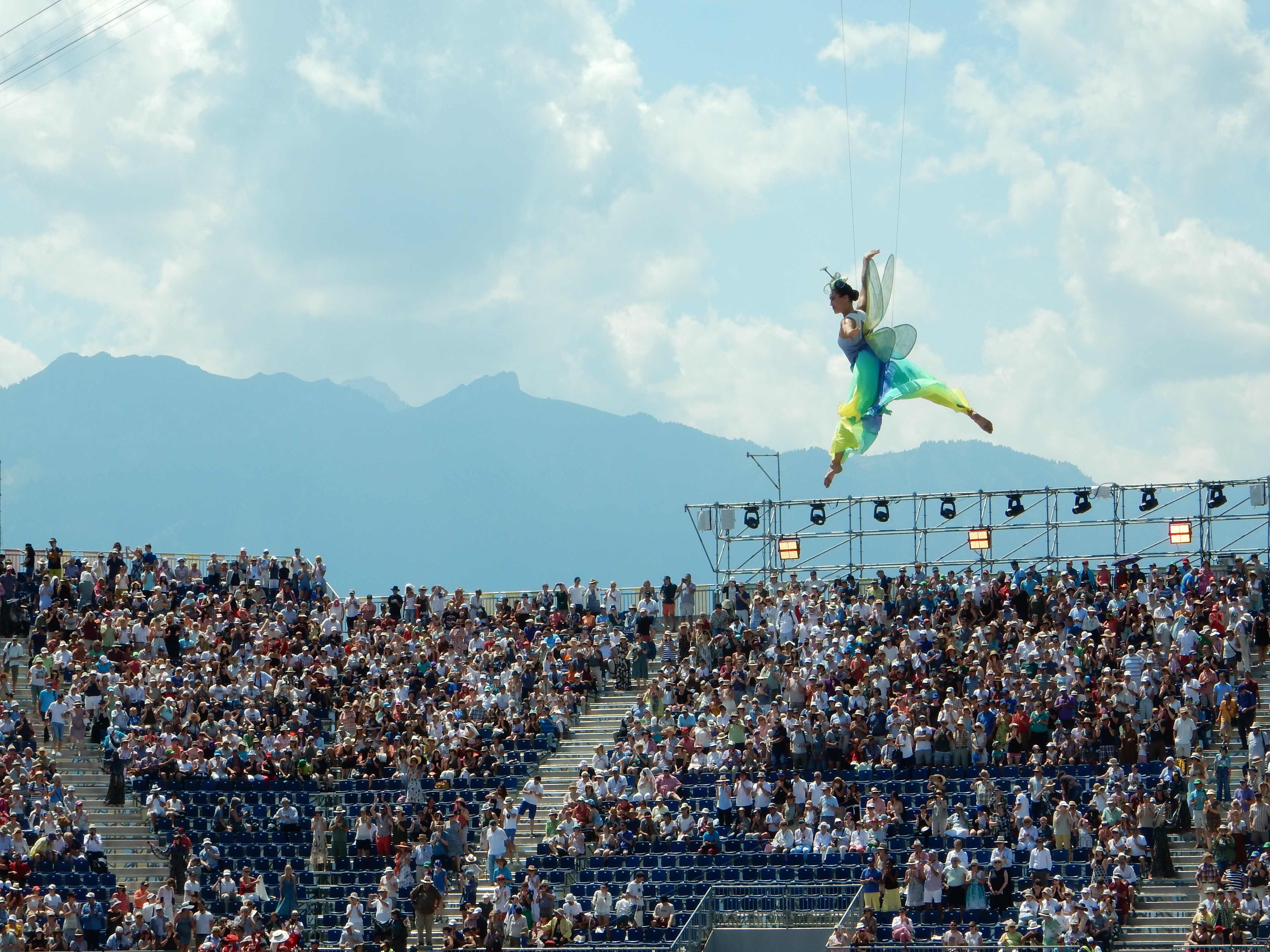
Fête des Vignerons 2019
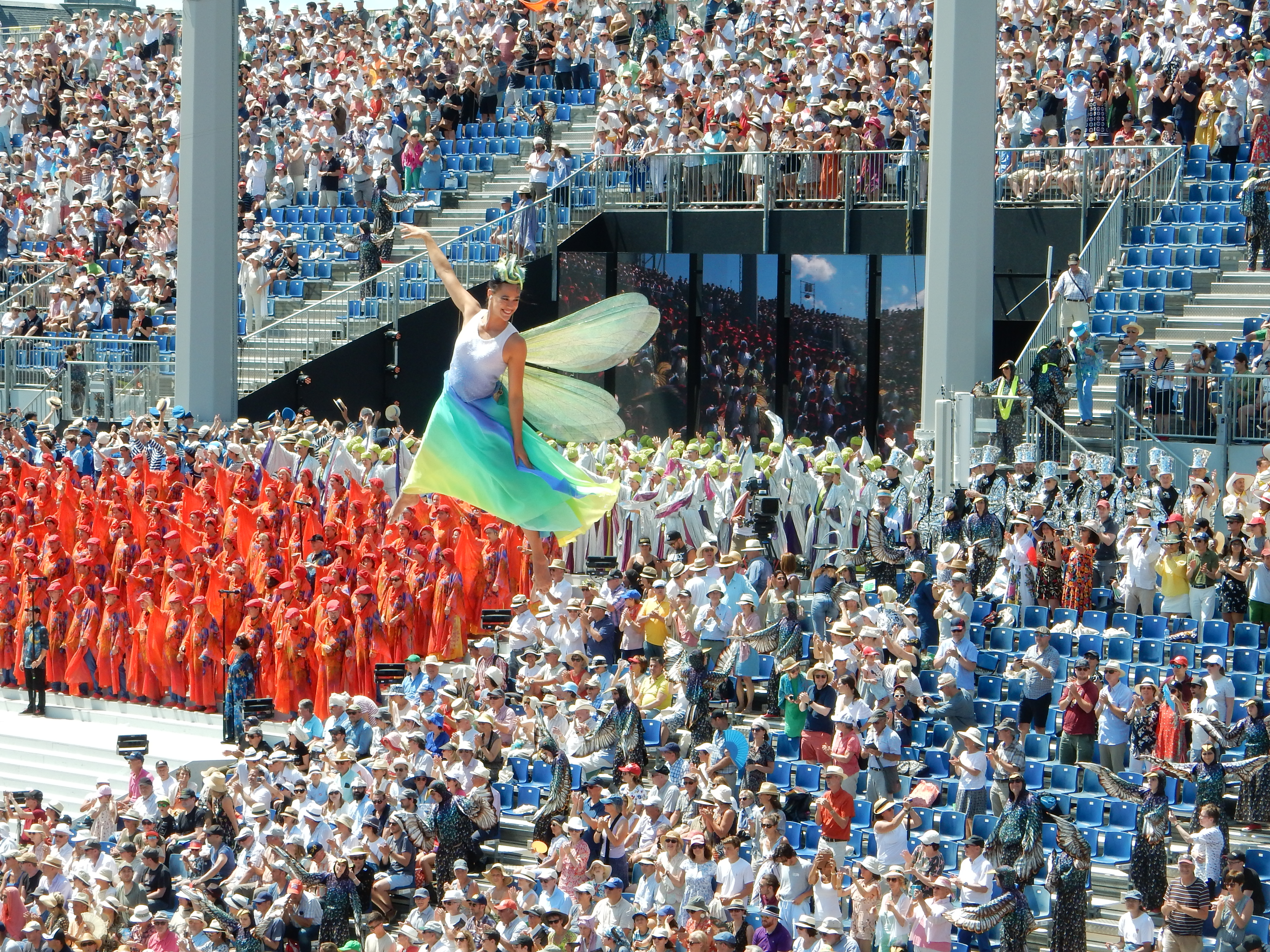
Fête des Vignerons 2019
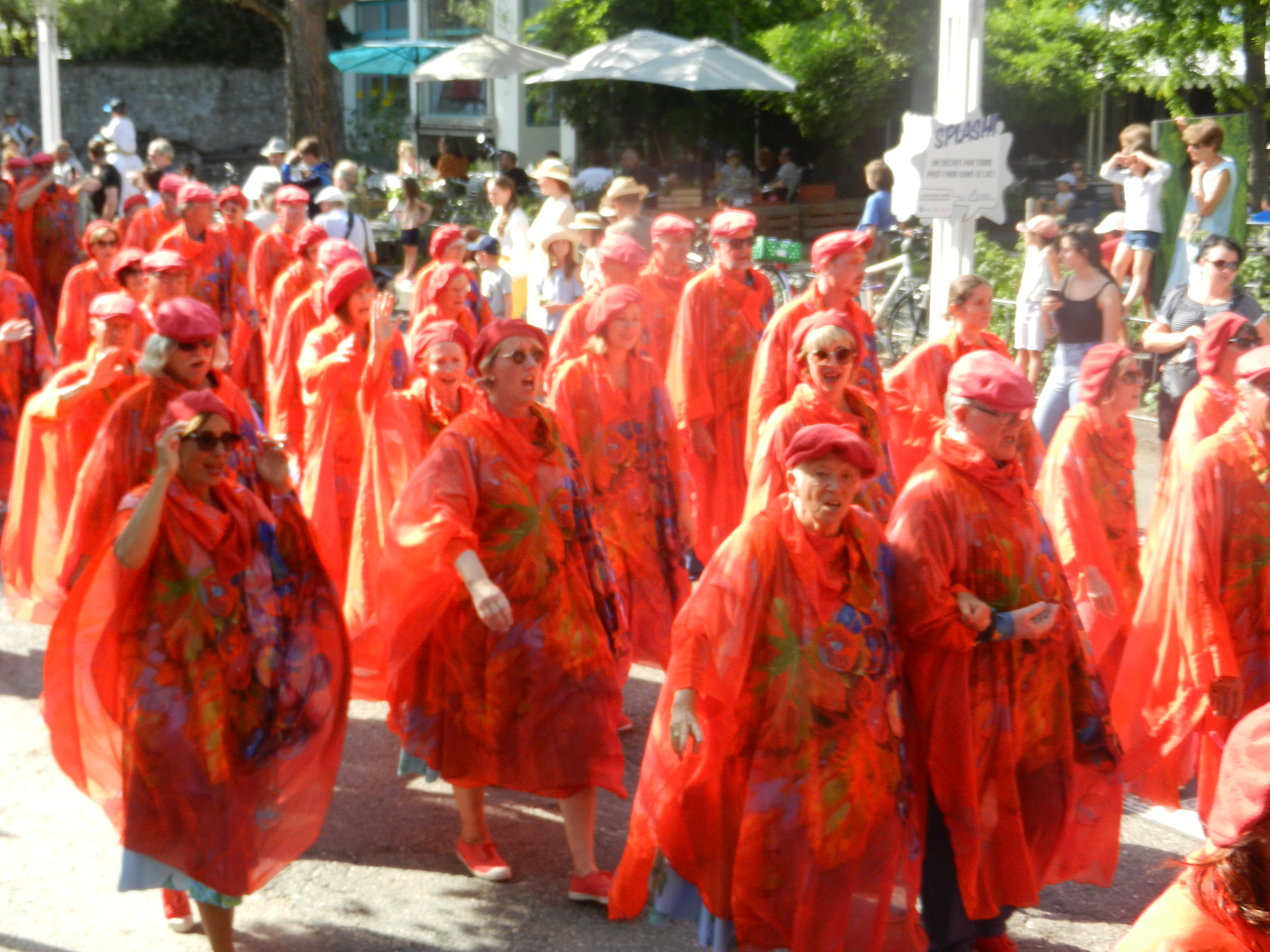
Fête des Vignerons 2019
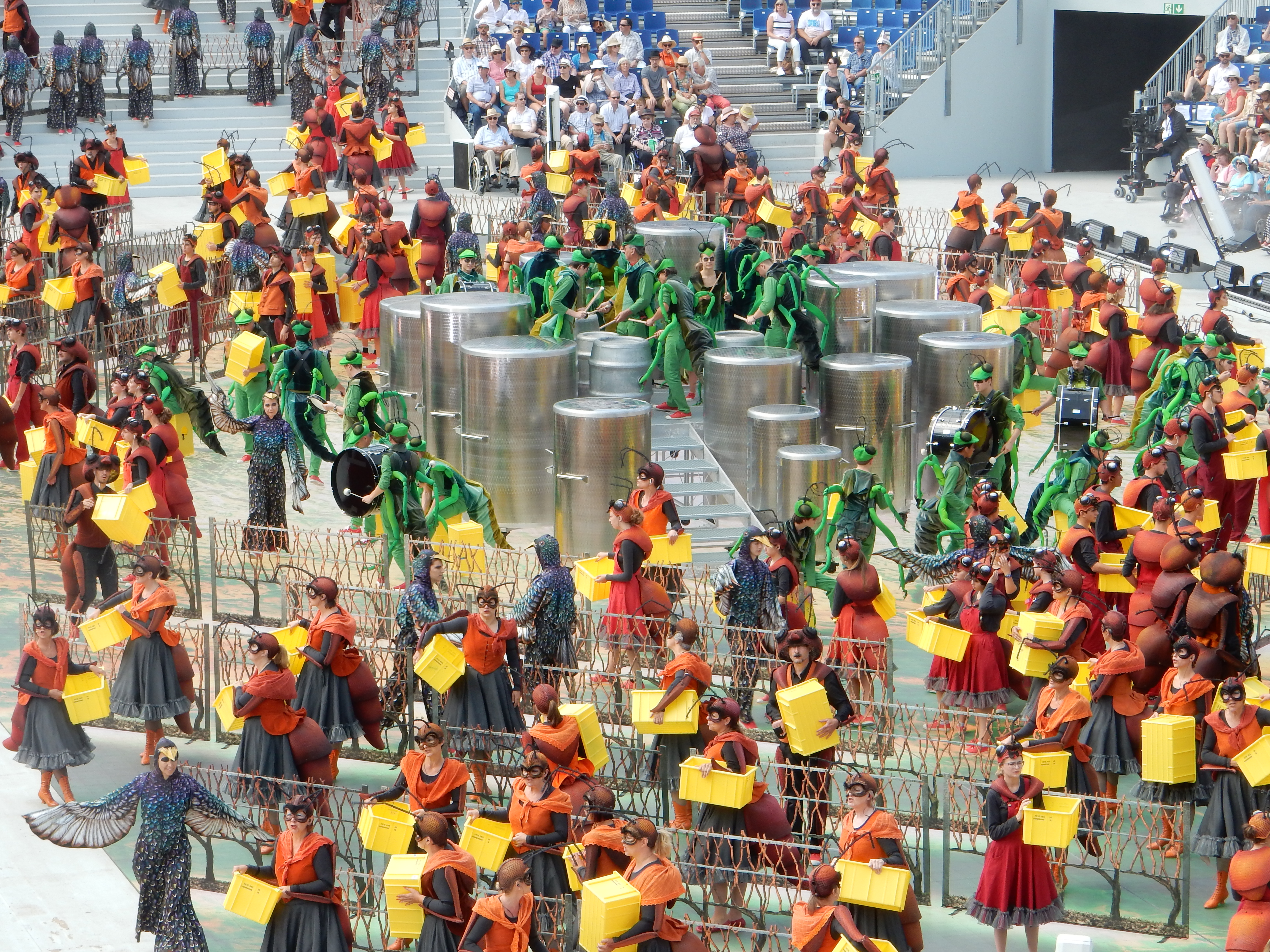
Fête des Vignerons 2019
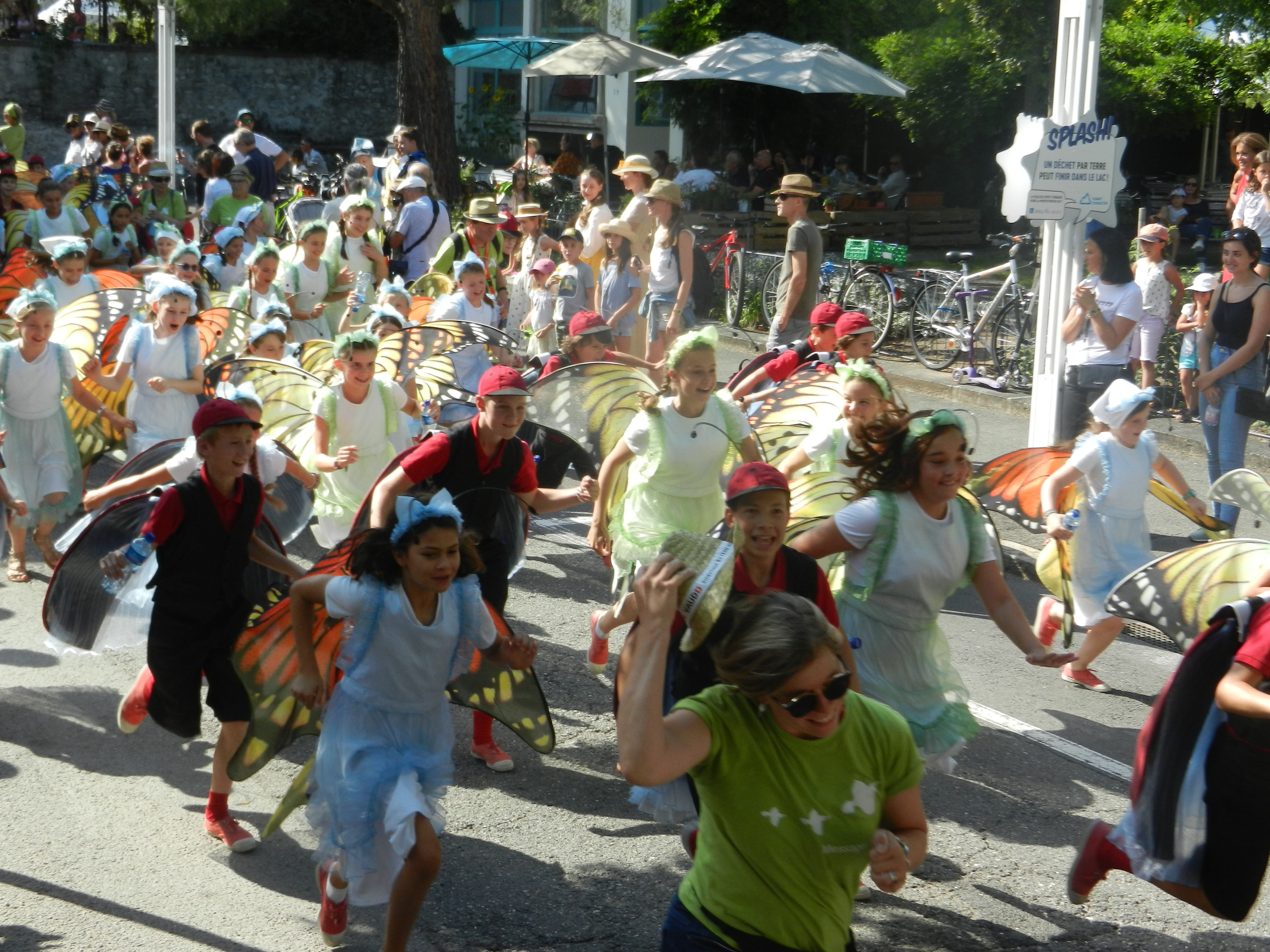
Fête des Vignerons 2019
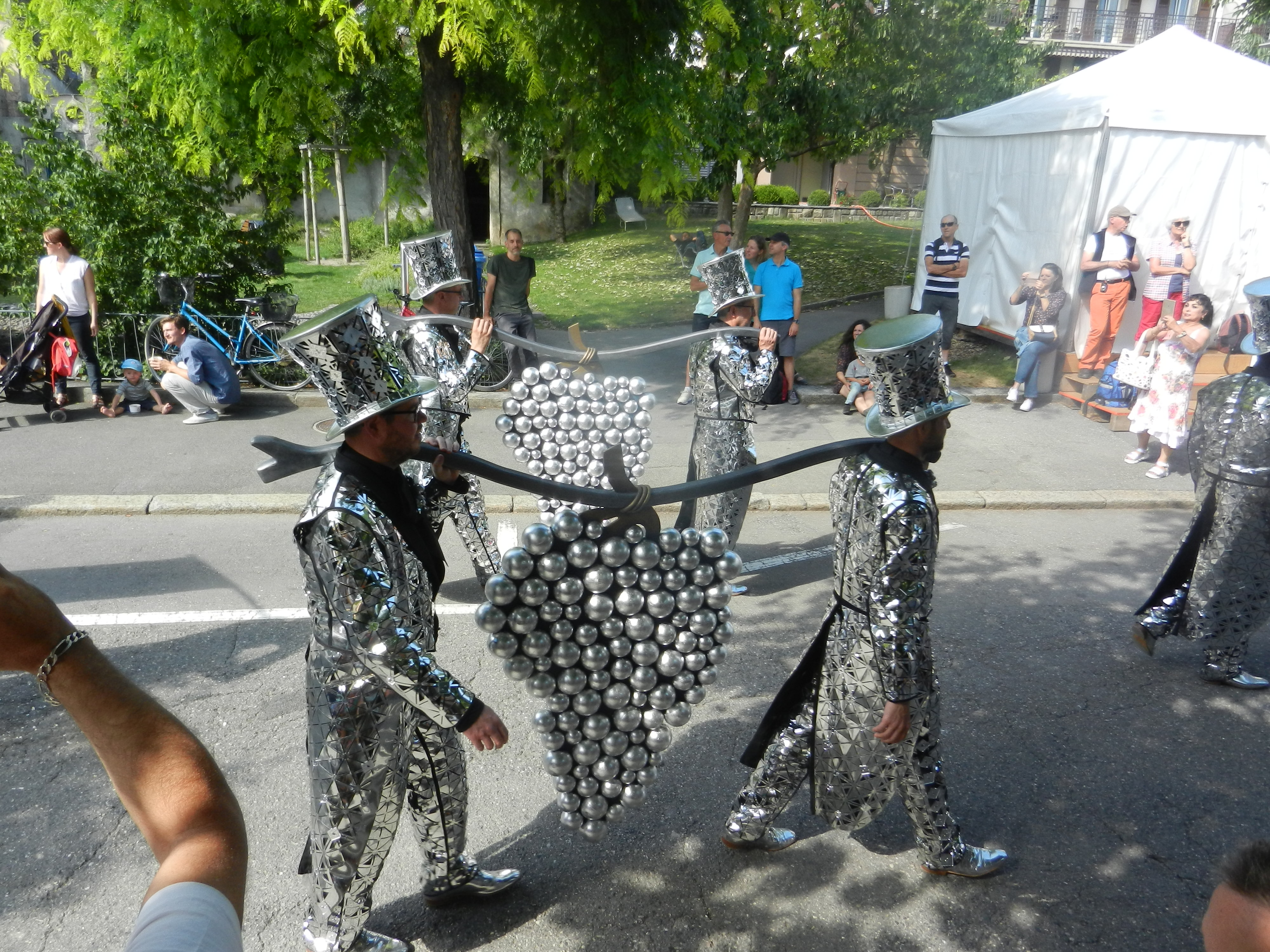
Fête des Vignerons 2019
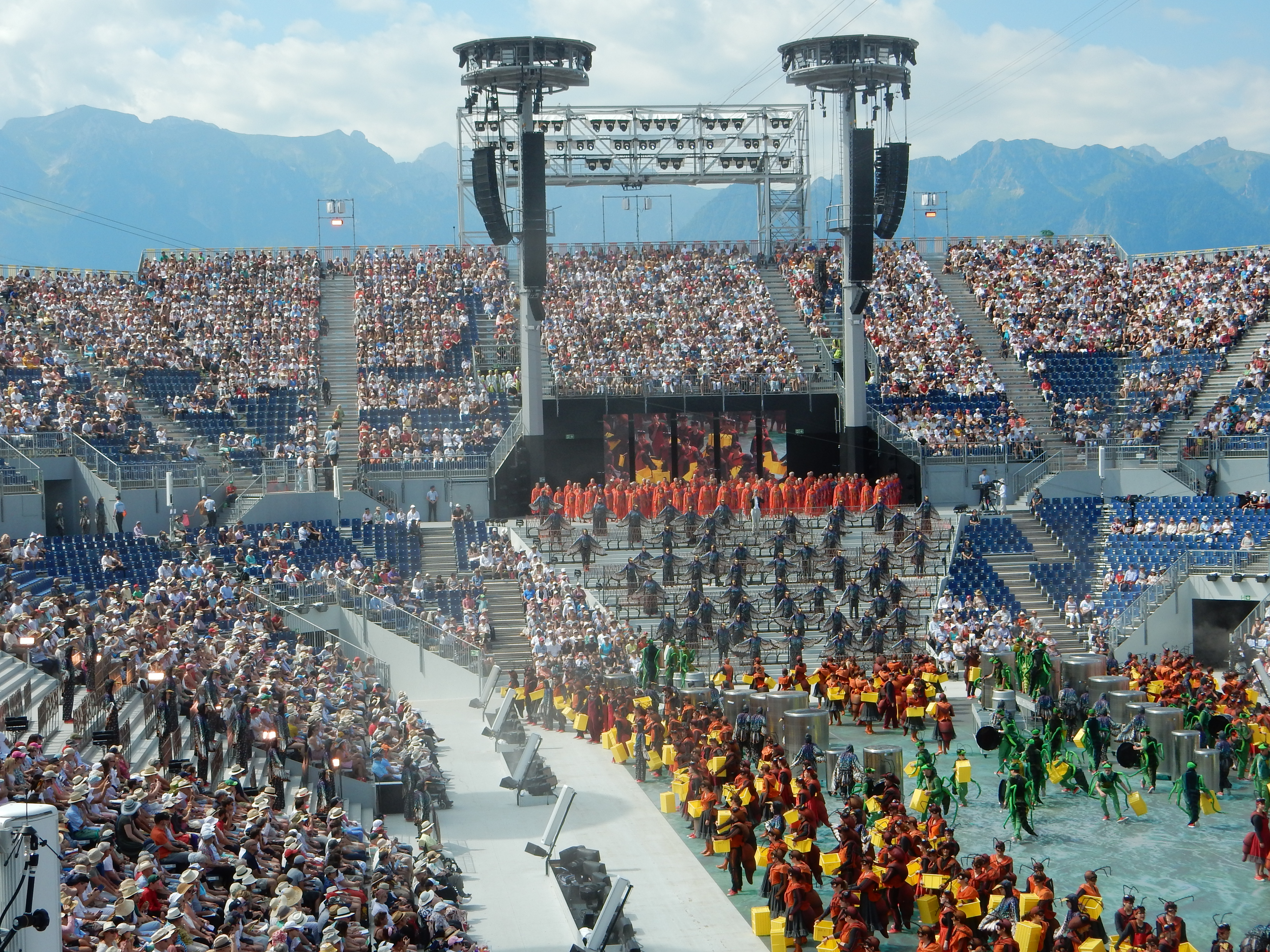
Fête des Vignerons 2019
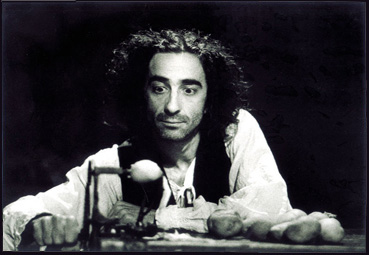
Maldita Canalla la Soledad